# Sławomir Nawrocki
Sławomir Nawrocki (ur. 16 września 1969 w Zielonej Górze) – polski szermierz-szpadzista, olimpijczyk z Barcelony 1992.
Swoją karierę sportową rozpoczął od uprawiania pięcioboju nowoczesnego. Reprezentował kluby Legia Warszawa i Kolejarz Zielona Góra.
Medalista indywidualnych mistrzostw Polski:
- złoty w roku 1991[1],
- srebrny w latach 990, 1995,
- brązowy z roku 1993.

Uczestnik mistrzostw świata w roku 1994 w turnieju drużynowym szpadzistów. Polska drużyna zajęła 8. miejsce.
Na igrzyskach w Barcelonie wystartował w turnieju indywidualnym zajmując 32. miejsce oraz w drużynowym szpadzistów (partnerami byli: Maciej Ciszewski, Witold Gadomski, Marek Stępień, Sławomir Zwierzyński). Polska drużyna zajęła 12. miejsce.